# Rekha Sharma (política)
Rekha Sharma é uma política nepalesa que faz parte do Partido Comunista do Nepal que serve desde 2017 como membro do 1º Parlamento Federal do Nepal. Nas eleições gerais do Nepal de 2017, ela foi eleita como representante proporcional da categoria Khas Arya.